# Ralph Baker
(en) Statistiques sur pro-football-reference
Ralph Robert Baker, né le 25 août 1942 à Lewistown, est un joueur et entraîneur américain de football américain.

## Biographie

### Enfance
Baker étudie à la Lewistown High School de sa ville natale.

### Carrière
De 1960 à 1963, Baker étudie à l'université d'État de Pennsylvanie et joue avec l'équipe de football américain des Nittany Lions. Ralph Baker est sélectionné au troisième tour de la draft 1964 de la NFL par les Steelers de Pittsburgh au trente-huitième choix mais également au sixième de celle de l'AFL par les Jets de New York sur la quarante-troisième sélection. Il dispute onze saisons sous le maillot de New York, jouant 142 matchs et interceptant dix-neuf passes se classant parmi les meilleurs linebackers de l'histoire des Jets.
Baker est désigné titulaire lors du Super Bowl III et remporte le trophée avec ses coéquipiers. Après sa carrière de joueur, il revient chez les Jets pour entraîner les linebackers de 1980 à 1984.